# Stanislas Adotevi
Spéro Stanislas Kpakpovi Adotevi, né le 4 février 1934 à Lomé (Togo français) et mort le 7 février 2024, est un philosophe et homme politique béninois .

## Biographie
Stanislas Adotevi naît le 4 février 1934 à Lomé, sous la période mandataire. Il a été à l'École normale supérieure (rue d'Ulm), élève du philosophe français Louis Althusser. Il s'est ensuite orienté vers l'anthropologie pour un doctorat et des recherches sur l'impact de la colonisation et les conséquences des pratiques ethnocidaires du système colonial sur le développement des pays en voie de développement et plus spécifiquement l'Afrique.

### Ministre
Stanislas Adotevi a occupé des postes politiques et administratifs dans son pays dont ceux de ministre de l'Information en 1963, de la Culture entre 1965 et 1968, directeur de l'Institut des Recherches Appliquées du Dahomey (actuel Bénin), directeur des Archives nationales et des musées. Dans ce cadre, il fut à la Conférence Internationale des Musées, organisée en septembre 1971, par l'ICOM à Grenoble (France), élu secrétaire général des musées africains.

### Enseignant
Dans les années 1970, à Paris, Stanislas Adotevi est professeur de philosophie à l'Université Paris VII, où il participe intimement aux recherches de l'anthropologue français Robert Jaulin, directeur du département d'anthropologie et d'Histoire des religions.
Robert Jaulin et lui créent au cours de ces mêmes années, aux Éditions 10/18 de Christian Bourgois (Union Générale des Éditions), une collection nommée « La voix/voie des autres », où sont publiés pour la première fois : 
- L'Étrange Destin de Wangrin du sage africain Amadou Hampâté Bâ, ou encore, plus tard,
- Heremakhonon, premier roman de l'écrivaine antillaise Maryse Condé,
- Remember Ruben, roman de Mongo Beti.

En un mot, cette collection annonce déjà les débats actuels sur la diversité.
De 1975 à 1979, il est nommé directeur régional du CRDI (organisme canadien de recherche sur le développement). De 1979 à 1981, il est doyen de l'Université des Mutants à Gorée, Centre International de Rencontre et de Dialogue, créé par le président Senghor et le Premier ministre québécois René Lévesque avec la participation de l'écrivain Roger Garaudy.

### Fonctionnaire international

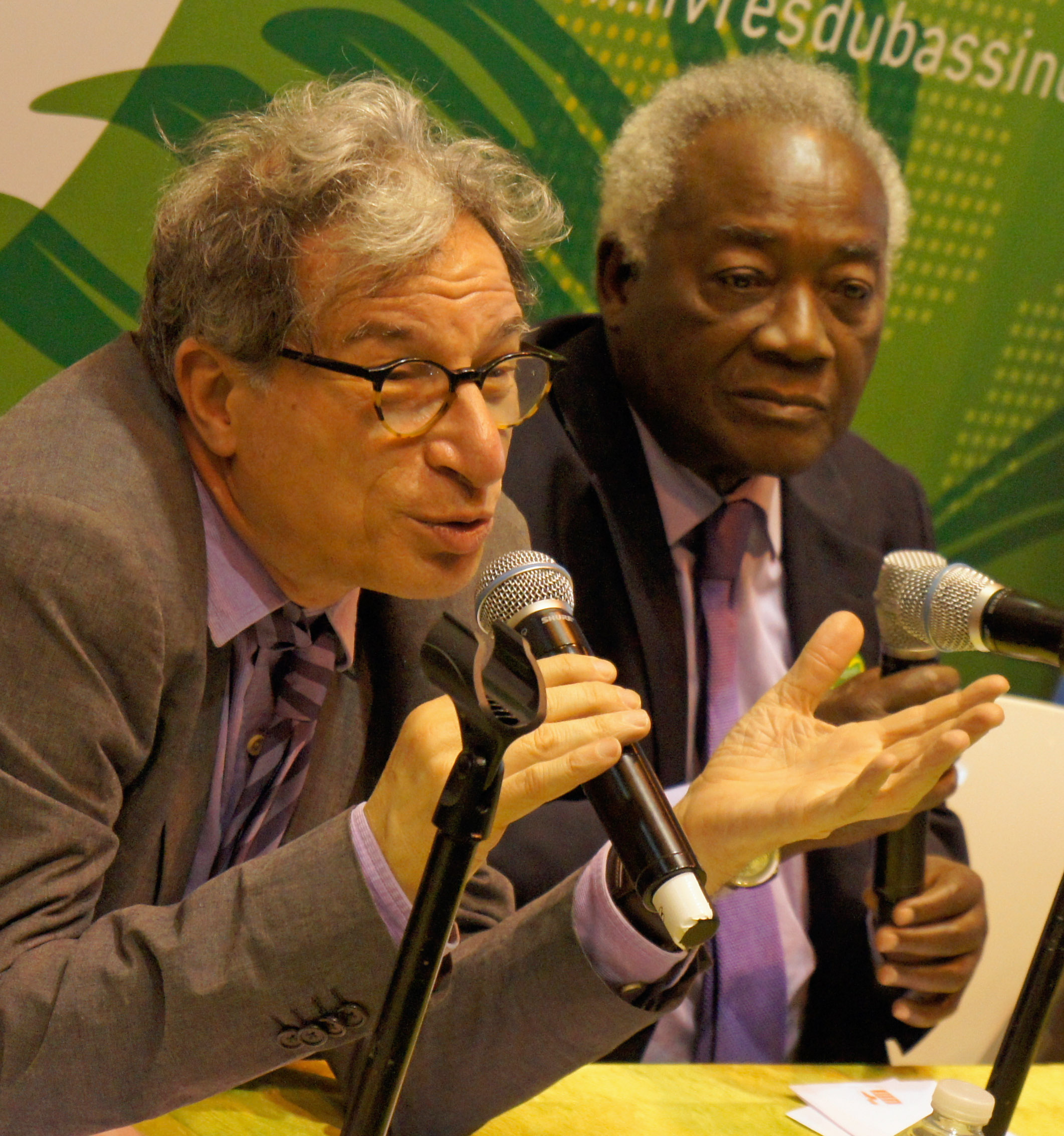
Stanislas Adotevi et Yvan Amar au salon du livre 2012.

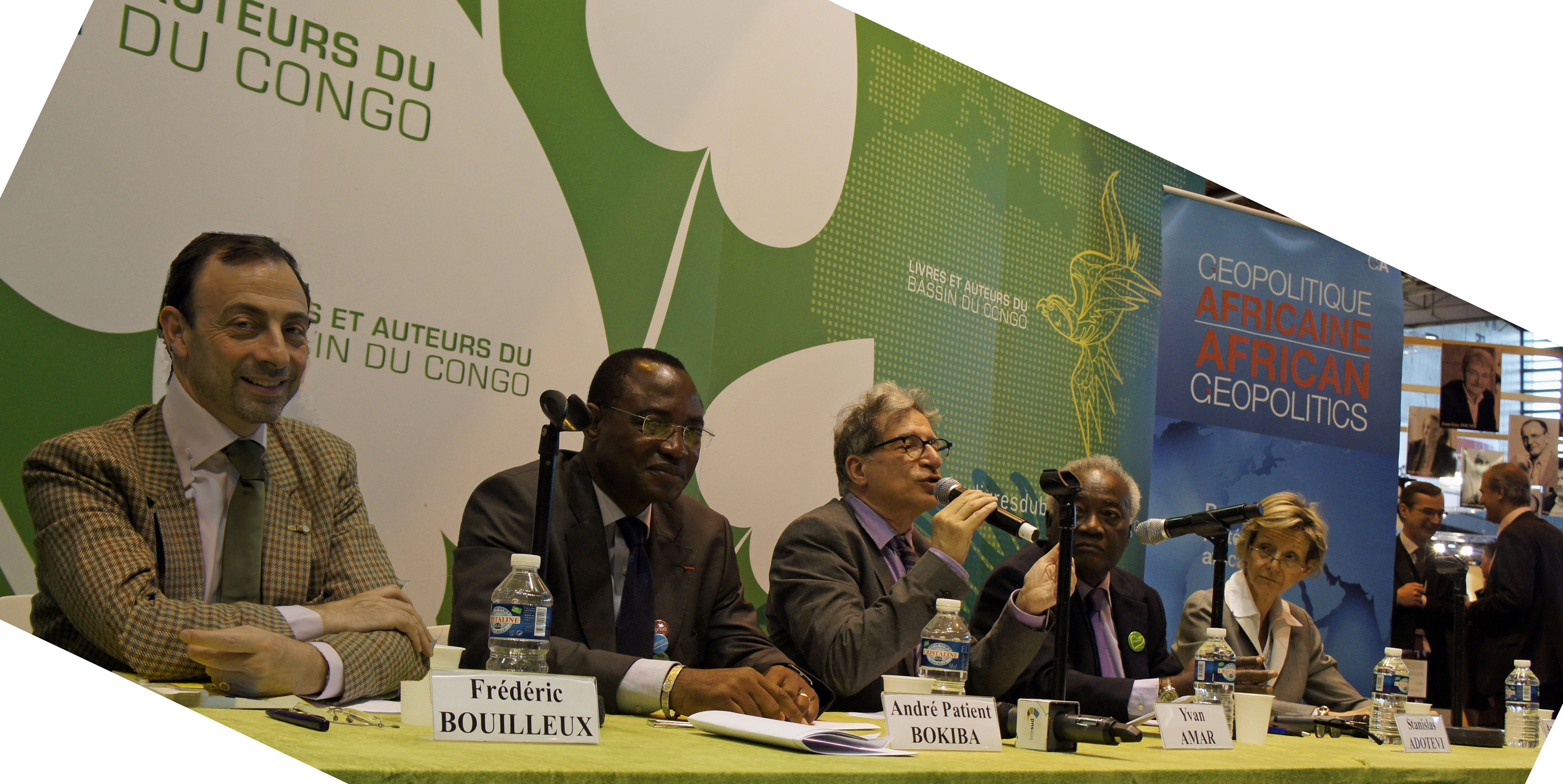
Livres et auteurs du Bassin du Congo au salon du livre 2012.

En 1981, représentant de l'UNICEF en Haute Volta (actuel Burkina Faso), Stanislas Adotevi deviendra en 1987, directeur régional pour l'Afrique de l'Ouest et du Centre, et enfin, en 1995, conseiller spécial du directeur exécutif de l'UNICEF, à New York.

### Mort
Après sa retraite, Stanislas Adotevi vit au Burkina Faso jusqu'à sa mort, le 7 février 2024 à l'âge de 90 ans.

## Œuvres
Stanislas Adotevi publie en 1970 son œuvre maîtresse chez UGE/PLON : Négritude et négrologues, ouvrage réédité une dizaine de fois par le même éditeur. Épuisé, il est repris par Le Castor astral en 1998, sous la direction de François de Negroni, avec une préface d'Henri Lopes, l'écrivain congolais bien connu (Congo Brazzaville). Il est une nouvelle fois réédité, en coédition par Delga et Materia Scritta (2017), toujours sous l'impulsion de François de Negroni, avec une préface de Dominique Pagani. Il a publié en 1973 chez Présence africaine : Nkrumah ou le rêve éveillé, puis en 1990, aux éditions Chaka, De Gaulle et les Africains.

## Publications

### Livres
- Négritude et négrologues, UGE/PLON, 1970 ; réédition chez Le Castor astral, 1998,  (ISBN 978-2859203542), puis en coédition Delga-Materia Scritta, 2017
- De Gaulle et les Africains, Chaka, 2004, 185 p. (ISBN 978-2-907768-10-8)

### Articles
Stanislas Adotevi est également l'auteur d'articles et de publications dans de nombreux journaux et revues scientifiques dont : 
- Discours d'Alger, Festival Panafricain d'Alger. Éd. Presse algérienne, 1969, traduit en anglais, italien, allemand.
- (en) Development and cultural identity. UQ. Été 1973.
- Nkrumah ou le rêve éveillé, Présence Africaine, 1973
- (en) Ethnology and the repossession of the world.-Discourse, 11 – 2, printemps-été 1989
- Les facteurs culturels de l'intégration économique et politique en Afrique. Intégration et coopération régionales en Afrique de l'Ouest, sous la direction de Pascal Lavergne. Paris : Karthala ; Ottawa ; C.R.D.I., 1996.
- L'Autre Senghor. « Présence Senghor » : 90 écrits en hommage aux 90 ans du poète président.- Paris ; Unesco, 1997.
- La diversité culturelle aujourd'hui. IIIe conférence ministérielle sur la culture [de l'Organisation Internationale de la Francophonie] : travaux préparatoires, t. 2., Paris, Agence intergouvernementale de la francophonie, 2001.
- La diversité culturelle comme vérité de l'universel. Journée de la philosophie à l’Unesco, 2002. Vol. 5, 2002. Paris, Unesco.
- L'UNICEF et nous. Géopolitique africaine, n°26, 2007
- Senghor le visionnaire : la civilisation de l'Universel de Senghor est-elle toujours une utopie ? Forum d'Assilah (Maroc). 2006.
- Aimé Césaire, l’homme magnifique. À l'écoute de l'Afrique. Édition spéciale : hommage de l'Unesco à Aimé Césaire, 1913-2008. Paris, Unesco. Etc.
- L'avenir du futur africain, à un ouvrage collectif : 50 ans après, quelle indépendance pour l'Afrique ?, paru chez Philippe Rey (2010), sous la direction de Makhily Gassama.

## Distinctions
- 2022 : Doctorat Honoris Causa de l'Université Sorbonne-Nouvelle[6]